# 正見寺 (中野区)
正見寺（しょうけんじ）は、東京都中野区にある浄土真宗本願寺派の寺院。

## 概要
応永年間（1394年～1428年）、近江国愛知郡栗田（現・滋賀県愛知郡愛荘町栗田）にあった駒井城城主の駒井高植・駒井宗高の開基である。
元々は近江国にあったが、1628年（寛永5年）に江戸に移転した。
1909年（明治42年）に現在地に移転した。

## 墓所
- 笠森お仙（明和三美人の一人）

江戸谷中の笠森稲荷門前にあった「鍵屋」の看板娘で一世を風靡したが、後に旗本御庭番の倉地政之助に嫁ぎ、天寿を全うした。

## 交通アクセス
- 落合駅1番出口より徒歩3分（経路案内）。
- 都営地下鉄大江戸線東中野駅A3出口より徒歩5分（経路案内）。
- JR東日本東中野駅西口より徒歩6分（経路案内）。